# Davis Drewiske
Davis Drewiske (né le 22 novembre 1984 à Hudson, dans l'État du Wisconsin aux États-Unis) est un joueur professionnel américain de hockey sur glace. Il évoluait au poste de défenseur.

## Carrière
Après quatre saisons passées avec les Badgers du Wisconsin, il signa un premier contrat professionnel avec les Kings de Los Angeles de la Ligue nationale de hockey. Il fera ses débuts avec le club affilié des Kings, les Monarchs de Manchester à la fin de la saison 2007-2008. L'année suivante, il retourna avec les Monarchs mais fit aussi ses premiers pas dans la LNH en disputant 17 parties à Los Angeles. Il est échangé le 2 avril 2013 aux Canadiens de Montréal contre un choix de 5e tour au repêchage d'entrée dans la LNH 2013. Le 1er juillet 2015, il signe un contrat d'une saison de 650 000 dollars avec les Flyers de Philadelphie.

## Statistiques
| Saison     | Équipe                    | Ligue      |     | Saison régulière | Saison régulière | Saison régulière | Saison régulière | Saison régulière |   | Séries éliminatoires | Séries éliminatoires | Séries éliminatoires | Séries éliminatoires | Séries éliminatoires |
| Saison     | Équipe                    | Ligue      | PJ  | B                | A                | Pts              | Pun              | PJ               | B | A                    | Pts                  | Pun                  |                      |                      |
| 2003-2004  | Buccaneers de Des Moines  | USHL       | 60  | 4                | 19               | 23               | 63               | 3                | 0 | 0                    | 0                    | 4                    |                      |                      |
| 2004-2005  | Badgers du Wisconsin      | NCAA       | 34  | 1                | 5                | 6                | 20               | -                | - | -                    | -                    | -                    |                      |                      |
| 2005-2006  | Badgers du Wisconsin      | NCAA       | 37  | 2                | 2                | 4                | 24               | -                | - | -                    | -                    | -                    |                      |                      |
| 2006-2007  | Badgers du Wisconsin      | NCAA       | 41  | 4                | 6                | 10               | 46               | -                | - | -                    | -                    | -                    |                      |                      |
| 2007-2008  | Badgers du Wisconsin      | NCAA       | 40  | 5                | 16               | 21               | 46               | -                | - | -                    | -                    | -                    |                      |                      |
| 2007-2008  | Monarchs de Manchester    | LAH        | 5   | 0                | 0                | 0                | 6                | 4                | 0 | 1                    | 1                    | 6                    |                      |                      |
| 2008-2009  | Monarchs de Manchester    | LAH        | 61  | 1                | 13               | 14               | 95               | -                | - | -                    | -                    | -                    |                      |                      |
| 2008-2009  | Kings de Los Angeles      | LNH        | 17  | 0                | 3                | 3                | 18               | -                | - | -                    | -                    | -                    |                      |                      |
| 2009-2010  | Kings de Los Angeles      | LNH        | 42  | 1                | 7                | 8                | 14               | -                | - | -                    | -                    | -                    |                      |                      |
| 2010-2011  | Kings de Los Angeles      | LNH        | 38  | 0                | 5                | 5                | 19               | -                | - | -                    | -                    | -                    |                      |                      |
| 2011-2012  | Kings de Los Angeles      | LNH        | 9   | 2                | 0                | 2                | 2                | -                | - | -                    | -                    | -                    |                      |                      |
| 2012-2013  | Kings de Los Angeles      | LNH        | 20  | 1                | 3                | 4                | 14               | -                | - | -                    | -                    | -                    |                      |                      |
| 2012-2013  | Canadiens de Montréal     | LNH        | 9   | 1                | 2                | 3                | 0                | -                | - | -                    | -                    | -                    |                      |                      |
| 2013-2014  | Bulldogs de Hamilton      | LAH        | 21  | 0                | 3                | 3                | 8                | -                | - | -                    | -                    | -                    |                      |                      |
| 2014-2015  | Bulldogs de Hamilton      | LAH        | 62  | 4                | 18               | 22               | 28               | -                | - | -                    | -                    | -                    |                      |                      |
| 2015-2016  | Phantoms de Lehigh Valley | LAH        | 73  | 5                | 9                | 14               | 16               | -                | - | -                    | -                    | -                    |                      |                      |
| Totaux LNH | Totaux LNH                | Totaux LNH | 135 | 5                | 20               | 25               | 67               | -                | - | -                    | -                    | -                    |                      |                      |

## Transactions
- 1er avril 2008 : signe un contrat comme agent libre avec les Kings de Los Angeles.
- 2 avril 2013 : est échangé aux Canadiens de Montréal contre un choix de 5e tour au repêchage d'entrée dans la LNH 2013.
- 1er juillet 2015 : signe un contrat comme agent libre avec les Flyers de Philadelphie.